# Dasht Shuleeg
Dasht Shuleeg (en urdu: دشت شولی‎), también llamada Shooli, es una pequeña aldea en el distrito de Kech, parte de la división de Makran en la provincia pakistaní de Baluchistán.
La población de esta aldea es de 2219  habitantes según el censo de Pakistán de 2017.
La localidad está ubicada en Dasht Tehsil del distrito de Kech en la parte occidental de Baluchistán. Está situada al norte del distrito de Gwadar, cerca de la frontera iraní.